# '71 (film)
'71 je britský dramatický film režiséra Yanna Demange z roku 2014, který líčí příběh vojáka britské armády (Jack O'Connell) ztraceného při zásahu v Belfastu v průběhu nepokojů.

## Příběh
Gary Hook (Jack O'Connell) je jako nováček v britské armádě poslán v roce 1971 na speciální misi do Belfastu, kde je potřeba posily kvůli nepokojům. Během výcviku je připravován na týmovou spolupráci a vzájemnou podporu kadetů. Před odjezdem se ještě stihne rozloučit se svým mladším bratrem, který je stejně jako Gary vychováván v sirotčinci. Po ubytování v improvizovaných kasárnách je celá jednotka nasazena na ochranu speciálních skupin provádějících domovní prohlídky kvůli zbraním. Nevybíravé zacházení vojáků s místními vyprovokuje vlnu násilí mezi civilisty. Ti napadnou vojáky a jedno z dětí ukradne zraněnému vojákovi zbraň. Gary je oddělen od skupiny a jeho druh kolega je paramilitantními jednotkami na místě zastřelen. Gary zvolí jako jedinou možnost záchrany útěk. Dostává se s pomocí malého chlapce mezi loajalisty, kteří ale plánují bombový útok. Bomba vybuchne v tajné skrýši, mnoho lidí zabije a Garyho vážně zraní. Je zachráněn a ošetřen doktorem Eamonem (Richard Dormer) a jeho dcerou Brigid (Charlie Murphy). Záhy je však prozrazen a stává se součástí špinavé hry o čest, ve které si jej ani jedna strana nepřeje živého.

## Produkce
Film natočil jako svůj filmový debut původem francouzský televizní režisér Yann Demange podle scénáře Gregory Burkeho.

## Přijetí
Snímek byl uveden na festivalu Berlinale a získal kladné hodnocení zejména kvůli výkonu Jacka O'Connella. Kritici oceňují také fyzickou intenzitu napětí podpořenou hudbou Davida Holmese. Film získal ocenění za nejlepší režii na cenách British Independent Film Awards.

## Obsazení
| Jack O'Connell | Gary Hook            |
| Richard Dormer | Eamon                |
| Charlie Murphy | Brigid               |
| Barry Keoghan  | Sean Bannon          |
| Paul Anderson  | Seržant Leslie Lewis |